# پیت مووران
پیت مووران (به لاتین: Petit Muveran) یک کوه در سوئیس است که در کانتون وله واقع شده‌است. پیت مووران ۲٬۸۱۰ متر بالاتر از سطح دریا واقع شده‌است.